# Parapsammophila caroli
Parapsammophila caroli är en biart som först beskrevs av Pérez 1906.  Parapsammophila caroli ingår i släktet Parapsammophila och familjen grävsteklar. Inga underarter finns listade i Catalogue of Life.